# شركة بايونير

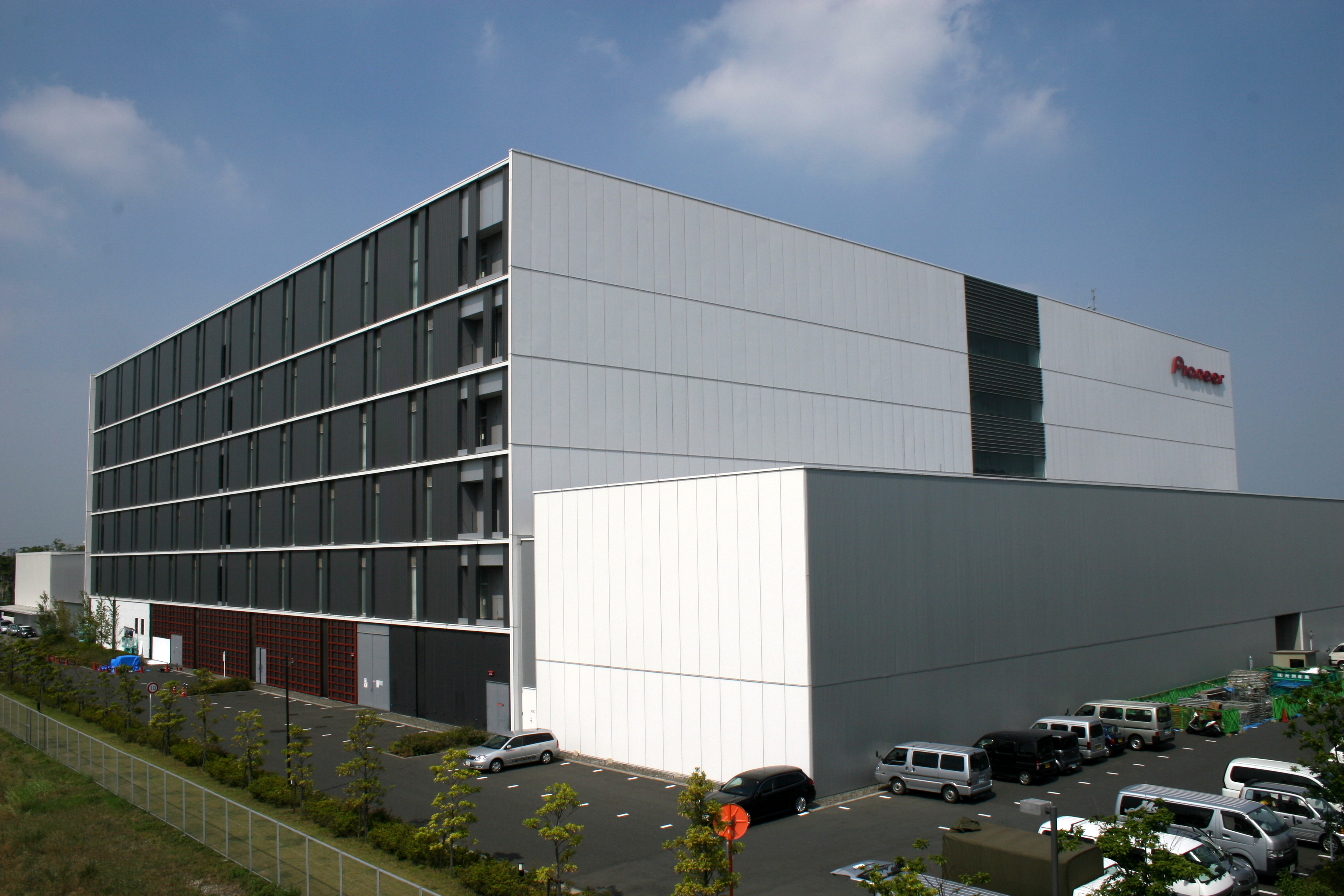
المبنى الرئيسي لشركة بايونير

شركة بايونير (بالإنجليزية: Pioneer Corporation)‏ هي شركة متعددة الجنسيات تتخصص في منتجات الترفيه الرقمية، وتقع في كاواساكي، كاناغاوا، اليابان. وقد تأسست الشركة في عام 1938 في طوكيو كورشة إصلاح لأجهزة المذياع ومكبرات الصوت. وتشتهر اليوم بأنها رائده في التقنيات الحديثة لإليكترونيات المستهلكين.
وقد لعبت بايونيردورا في تطوير التلفزيون الكبلي، الأقراص المضغوطة، دي في دي وشاشات البلازما. وقد تملكت شركة شارب 14% من الشركة في عام 2007. وقد أعلنت الشركة في مارس 2009 توقفها عن إنتاج أجهزة التلفاز بحلول مارس 2010.

## لمحة تاريخية

شعار الشركة (1996-إلى الآن)

### تطورات الشركة منذ التأسيس
- 1937، قام مؤسس بايونير، نوزومو ماتسوموتو، بتطوير مكبر الصوت الديناميكي A-8.
- 1938 - تم تأسيس جان فوكوين شوكاي دينكي سيساكوشو (سلف بايونير).
- 1947 - تم تأسيس ماي فوكوين دينكي كابوشيكي كايشا.
- 1953 - ديسمبر قدم مكبر صوت هاي فاي PE-8.
- 1961 - تغير اسم الشركة إلى شركة بايونير الإلكترونية (الآن شركة بايونير).
- 1961 - تم إدراج أسهم أكتوبر في القسم الثاني من بورصة طوكيو للأوراق المالية.
- 1962 - يونيو. تقديم أول نظام استريو منفصل في العالم.
- 1966 - مارس تأسيس شركات مبيعات فرعية في أوروبا والولايات المتحدة.
- 1968 - فبراير تم إدراج الأسهم في القسم الأول من بورصة طوكيو للأوراق المالية.
- 1975 - نوفمبر. تقديم أول ستيريو سيارة مكون في العالم.
- 1977 - كانون الأول (ديسمبر) تقديم أول نظام CATV قابل للعنونة في العالم ثنائي الاتجاه في الولايات المتحدة (مع Warner Cable).
- 1979 - فبراير. إدخال مشغل أقراص الفيديو البصري الليزري للاستخدام الصناعي.
- 1980 - يونيو. تقديم مشغل VP-1000 LD للاستخدام المنزلي في الولايات المتحدة
- 1982 - أكتوبر تقديم نظام LD Karaoke للاستخدام التجاري.
- 1984 - أكتوبر تقديم أول مشغل أقراص مضغوطة للسيارة في العالم.
- 1985 - ديسمبر. تقديم أول شاشة عرض مقاس 40 بوصة من Pioneer.
- 1990 - يونيو. تقديم أول نظام ملاحة للسيارة GPS في العالم للسوق الاستهلاكية.
- 1992 - أكتوبر - تقديم أول مبدل سرعة للقرص المضغوط في العالم.
- 1996 - ديسمبر تقديم مشغل DVD وأول مشغل DVD / LD / CD متوافق للاستخدام المنزلي في العالم.
- 1997 - يونيو. تقديم أول نظام ملاحة للسيارة قائم على أقراص DVD في العالم.
- 1997 - أكتوبر تقديم أول محرك أقراص DVD-R في العالم.
- 1997 - نوفمبر تقديم أول منتج صوتي للسيارة مزود بتقنية OLED في العالم.
- 1997 - ديسمبر: تقديم أول شاشة عرض بلازما XGA عالية الدقة مقاس 50 بوصة للاستخدام الاستهلاكي.
- 1998 - يونيو. تقديم أول نظام ملاحة للسيارة يعمل بنظام تحديد المواقع العالمي (GPS) يعتمد على DVD ويتميز بقرص DVD مزدوج الطبقات بسعة 8.5 جيجابايت.
- 1998 - أكتوبر تقديم شعار جديد للشركة.
- 1999 - ديسمبر تقديم أول مسجل DVD في العالم.
- 2001 - يونيو. إدخال نظام ملاحة السيارة GPS المستند إلى HDD.
- 2002 - نوفمبر. تقديم نظام ملاحة في السيارة مع وحدة اتصالات لاسلكية مدمجة.
- 2004 - يوليو: تقديم أول مشغل DVD في العالم لمحترفي DJ و VJs.
- 2006 - يونيو. تقديم أول شاشة بلازما مقاس 50 بوصة بدقة 1080 بكسل في العالم.
- 2006 - ديسمبر تقديم مشغل BD في أمريكا الشمالية.
- 2007 - يونيو: تقديم تلفزيون البلازما "KURO" الذي يقدم إعادة إنتاج مذهلة باللون الأسود.
- 2008 - يوليو. النجاح في تطوير أول قرص ضوئي في العالم من 16 طبقة متوافق مع BD بسعة 400 جيجابايت.
- 2008 - سبتمبر طرح وحدة السماعات PE-101A للاحتفال بالذكرى السبعين لتأسيس المؤسسة.
- 2009 - سبتمبر حصلت جميع مواقع الإنتاج الرئيسية لشركة Pioneer في اليابان على شهادة ISO14001.
- 2009 - أكتوبر قامت شركة Shanghai Automotive Industry Corporation (Group) و Pioneer بتكوين مشروع مشترك في مجال أعمال الملاحة بالسيارات في الصين. (شركة Anyo Pioneer Motor Information Technology Co. Ltd.)
- 2009 - نوفمبر نقل المكتب الرئيسي إلى كاواساكي.
- 2010 - فبراير: تقديم أول مكبر صوت في العالم بتقنية HVT (التحويل الأفقي الرأسي).
- 2010 - مايو. صاغت بايونير رؤية جديدة للشركة: «انشر الابتسامات. اشعر بالمشاعر. شارك الشغف. يشاركك بايونير في أي وقت وفي أي مكان.» رؤية المجموعة
- 2011 - أبريل. شركة NTT DOCOMO، Inc. تبدأ خدمة الملاحة "docomo Drive NetTM" للهواتف الذكية.
- 2011 - قد يتم تقديم نظام الملاحة في السيارة مع وضع الموجه الواقع المعزز (AR).
- 2012 - يوليو. تقديم أول نظام ملاحة للسيارة في العالم مع شاشة العرض العلوية لعرض معلومات الواقع المعزز.
- 2012 - أكتوبر بدء شحن لوحة الإضاءة OLED مع وظيفة خلط الألوان والتعتيم التي تحقق سطوعًا عاليًا وكفاءة إضاءة عالية.
- 2013 - مارس شركة ROHM المحدودة وشركة بايونير suceeed في التصوير التيراهيرتز باستخدام عنصر أشباه الموصلات الصغيرة «الصمام الثنائي النفقي الرنان».
- 2013 - سبتمبر. تقديم أول محرك أقراص BD / DVD / CD محمول لاسلكي في العالم. تقديم أول نظام مراقبة دواسات في العالم يصور دواسة راكبي الدراجات.
- 2014 - مارس تسويق إضاءة OLED للماكياج للاستخدام الحصري لشركة Shiseido. ابدأ الإنتاج الضخم لأول وحدة لوحة إضاءة OLED من نوع التعتيم واللون في العالم من خلال عملية طلاء رطب لطبقة ينبعث منها الضوء.
- 2014 - سبتمبر، شكلت بايونير تحالفًا تجاريًا مع Treasure Data لتطوير خدمات تعتمد على البيانات الضخمة لصناعة السيارات.
- 2014 - ديسمبر بدء شحن أجهزة قياس تدفق الدم الطبية بالليزر لشركة JMS Co. Ltd.
- 2015 - يناير. Launch Vehicle Assist ، نظام حل السيارة لمركبات الأسطول.
- 2015 - أعلنت شركة Pioneer عن الاكتتاب في الأسهم الجديدة من الأسهم العادية لشركة Onkyo Corporation وإتمام نقل أعمال Pioneer Group للصناعة السمعية والبصرية وأعمال الهاتف والأعمال المتعلقة بسماعات الرأس إلى Onkyo Group. اتفقت Pioneer و KKR مع شراء سهم Pioneer DJ.
- 2015 - مايو. شكلت بايونير تحالفًا تجاريًا مع شركة RecoChoku المحدودة على خدمة بث الموسيقى لنظام معدل ثابت للسيارات.
- 2015 - يونيو. شكلت بايونير تحالفًا تجاريًا مع شركة طوكيو مارين آند نيشيدو فاير إنشورانس المحدودة في أعمال خدمات الاتصالات.
- 2015 - أغسطس تم تطوير بايونيرلوحة إضاءة OLED من نوع التعتيم واللون مع عملية طلاء رطب لطبقة ينبعث منها الضوء.
- 2015 - سبتمبر توصل بايونير إلى اتفاقية أساسية للمناقشة مع HERE حول استخدام الخرائط المتقدمة، لدعم القيادة الآلية ودعم القيادة المتقدم. شكلت بايونير تحالفًا تجاريًا مع بايدو في مجال تكنولوجيا المعلومات في الصين.
- 2015 - نوفمبر تعاونت Pioneer في التقنيات المتعلقة بـ ADAS مع شركة مشروع، تابعة لمعهد أبحاث السيارات في جامعة Tsinghua في Suzhou في الصين.
- 2016 - فبراير أسس بايونير منشأة إنتاج جديدة في المكسيك.
- 2016 - مارس نقل المكتب الرئيسي إلى بونكيو-كو، طوكيو، اليابان.
- 2016 - تشرين الثاني (نوفمبر) تطوير نظام متقدم للمساعدة في القيادة نظام ذكي للطيار للمركبات على الطرق.
- 2016 - ديسمبر تطوير نظام مراقبة السائق الذي يكتشف ويوقظ نعاس السائق في مرحلة مبكرة. ابدأ بشحن السماعة الطبية الإلكترونية.
- 2017 - دخلت Jan Pioneer و KonicaMinolta ، Inc. في اتفاقية لتأسيس مشروع مشترك لأعمال الإضاءة Organic Light Emitting Diode (OLED).
- 2017 - فبراير تقديم أول كاتب BD في العالم متوافق مع Ultra HD Blu-ray.
- 2017 - سبتمبر إصدار عينة مستشعر 3D-LiDAR داخل السيارة باستخدام مرآة MEMS. تحالف الأعمال / رأس المال بين تقنيات Pioneer و HERE.
- 2018 - الذكرى الثمانين لشركة يناير.[6]

## وصلات خارجية
- Pioneer Corporation (Japan)
- Pioneer Europe N.V. (Regional Headquarters)
- Pioneer Electronics (USA) Inc.
- Pioneer Corporation (Australia)
- Pioneer Latin America S.A.
- Pioneer Israel
- Pioneer Exhibit at The High Fidelity Museum
- Pioneer Component Database
- Pioneer Cassette Decks
- Pioneer. All about brand in Russia